# Gunning Bedford, Jr.
Ne doit pas être confondu avec Gunning Bedford, Sr..
Gunning Bedford, Jr., né le 13 avril 1747 à Philadelphie (Pennsylvanie) et mort le 30 mars 1812 à Wilmington (Delaware), est un homme politique américain. Il est l'un des Pères fondateurs des États-Unis en tant que signataire de la Constitution des États-Unis.